# Homecroft
Homecroft és una població dels Estats Units a l'estat d'Indiana. Segons el cens del 2000 tenia 751 habitants.

## Demografia
Segons el cens del 2000, Homecroft tenia 751 habitants, 310 habitatges, i 227 famílies. La densitat de població era de 1.260,7 habitants/km².
Dels 310 habitatges en un 26,8% hi vivien nens de menys de 18 anys, en un 63,9% hi vivien parelles casades, en un 7,4% dones solteres, i en un 26,5% no eren unitats familiars. En el 22,6% dels habitatges hi vivien persones soles el 8,4% de les quals corresponia a persones de 65 anys o més que vivien soles. El nombre mitjà de persones vivint en cada habitatge era de 2,42 i el nombre mitjà de persones que vivien en cada família era de 2,81.
Per edats la població es repartia de la següent manera: un 21,8% tenia menys de 18 anys, un 6,4% entre 18 i 24, un 29,2% entre 25 i 44, un 29% de 45 a 60 i un 13,6% 65 anys o més.
L'edat mediana era de 41 anys. Per cada 100 dones de 18 o més anys hi havia 92,5 homes.
La renda mediana per habitatge era de 60.156$ i la renda mediana per família de 70.859$. Els homes tenien una renda mediana de 51.563$ mentre que les dones 38.194$. La renda per capita de la població era de 28.888$. Entorn de l'1,3% de les famílies i el 2,1% de la població estaven per davall del llindar de pobresa.

## Poblacions més properes
El següent diagrama mostra les poblacions més properes.